# Josef Klán
Josef Klán (8. února 1935, Příbram – 11. prosince 2012, Brno) byl český operní pěvec (bas).

## Život
Josef Klán se narodil v roce 1935 v Příbrami v rodině náčelníka Československé obce sokolské a hudebního nadšence Josefa Klána. Po vyučení strojním zámečníkem ve strakonické Zbrojovce pokračoval ve studiu na Vyšší průmyslové škole strojnické v Písku. Přestože se původně věnoval technickému oboru, jeho vášeň pro zpěv nakonec převládla. Rozhodl se studovat u profesora Zdeňka Otavy na Akademii múzických umění v Praze, kde se brzy projevil jeho mimořádný pěvecký talent i herecké schopnosti.
Své první angažmá jako sólista opery získal ve Slezském divadle v Opavě (1962-1963) a poté v Moravském divadle Olomouc (1963–1965), kde dozrál v osobitého umělce. Od roku 1965 přijal angažmá v Janáčkově divadle (Národní divadlo Brno), kde působil až do roku 2000. Posluchače i kritiku si získal svou sytou barvou hlasu, širokým hlasovým fondem i dramatickým přednesem. Zpíval při zahajovacím představení opery L. Janáčka Příhody lišky Bystroušky v režii Miloše Wasserbauera a v hudebním nastudování Františka Jílka u příležitosti otevření nové budovy Janáčkova divadla.
Během své umělecké dráhy nastudoval 128, většinou hlavních operních rolí (např. Kecal a Mícha v Prodané nevěstě, Vodník v Rusalce, Hrabě v Jakobínu, Žalářník v Daliborovi, Mumlal ve Dvou vdovách, Duchovní v opeře Z mrtvého domu, Dikoj v Káti Kabanové, Vitoraz v Šárce, Lunobor a Domšík ve Výletech páně Broučkovy, Zachariáš v Nabuccovi, Bartolo ve Figarově svatbě, Basilio v Lazebníku sevillském, Farář a Jezevec v Příhodách lišky Bystroušky, Lucifer v Čertovi a Káče, Gremin v Evženu Oněginovi, král Filip v Donu Carlosovi, Ramfil v Aidě, Mefisto ve Faustovi, Collin a Benoit v Bohémě, Sarastra v Kouzelné flétně, Reinmar von Zweter v Tannhäuserovi, Vít Pogner v Mistrech pěvcích norimberských, nebo titulní role v Borisi Godunovovi). Účinkoval celkem ve 202 premiérách. Vystupoval pohostinsky na předních evropských (Itálie, Belgie, Francie, Nizozemsko, Rakousko, Řecko, atd.) i domácích scénách a vyučoval na Janáčkově akademii múzických umění v Brně a Konzervatoři Brno. Kromě operní činnosti též zpíval koncertně skladby českých i světových skladatelů. Sekce pro tvůrčí činnost v oblasti divadla a rozhlasu Českého literárního fondu udělila Josefu Klánovi tvůrčí prémii za roli Borise Godunova a za Rocca ve Fideliovi v roce 1977.
Josef Klán zemřel 11. prosince 2012 a je pochován v Brně na Řečkovickém hřbitově.